# 駆逐戦車

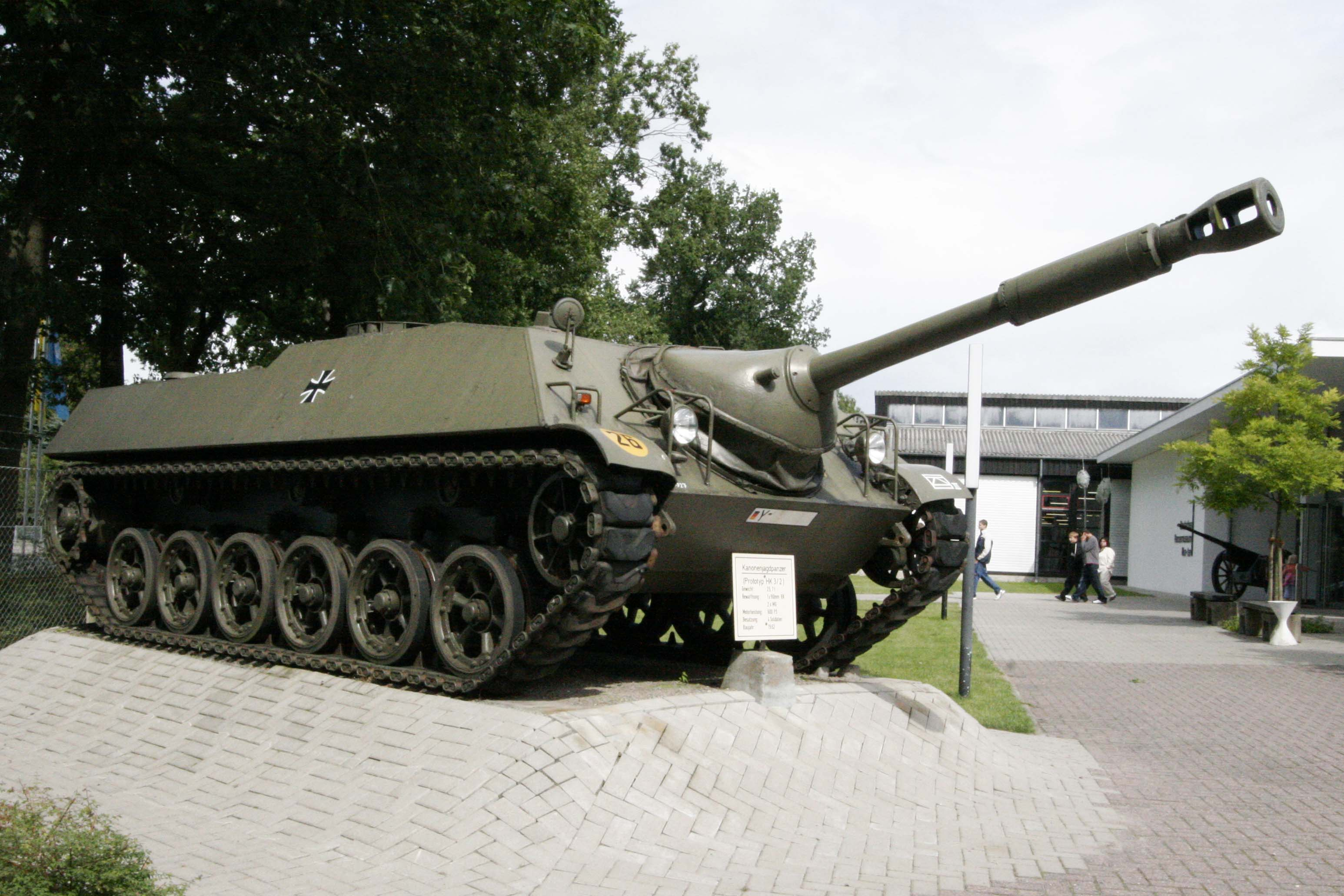
カノーネンヤークトパンツァー
ドイツやソ連は戦後もケースメート式戦闘室に砲を搭載した駆逐戦車を開発した。画像はドイツのKJPz.4-5カノーネ試作型で、量産型より転輪が一組多い

駆逐戦車（くちくせんしゃ）は、戦車および対戦車車両の一種であり、敵戦車の撃破を目的とした装甲戦闘車両である。日本語で「駆逐戦車」と呼ばれるものには、ドイツのJagdpanzer（ヤークトパンツァー）やそれらに似た特徴を持つ各国の自走砲、およびアメリカのGun Motor Carriage（ガン・モーター・キャリッジ、GMC）などが含まれる。

## 概要
駆逐戦車は、一般的に防衛戦に投入されることが多く、機動性を生かして攻撃的に運用する戦車とはその役割が異なる。類似の存在に突撃砲、砲戦車、対戦車自走砲、などがあるが、特に戦車部隊が運用する対戦車車両の場合にそう呼称される。

## 特徴

### 車体
駆逐戦車の車体は、多くが既存戦車の流用である。戦車から砲塔を撤去し、代わりに固定式戦闘室に変更されている。無砲塔構造は砲塔内容量、旋廻リング荷重制限などを受けないので、流用元の戦車に比べ、より重くてかさばる、つまり大型・大口径・長砲身で威力の高い砲が搭載可能である。
反面、射線を変えるためには車輌自体を旋回させねばならず、状況に即応した行動をとることが難しい。このような性質から、駆逐戦車は攻勢戦闘よりも、あらかじめ射界を計算した陣地防御や、待ち伏せ戦闘に適している。

### 備砲
通常、駆逐戦車の備砲は、高初速で装甲貫徹力の高い対戦車砲あるいは高射砲である。しかし、大口径榴弾砲類を搭載した自走榴弾砲も、駆逐戦車と同様に対戦車戦闘に使用される場合がある。
榴弾砲は装甲貫通力は低いが、着弾時の衝撃により敵戦車の装甲を引き裂いたり、装甲内壁を剥離させ、破片により搭乗員を死傷させることで、敵戦車の戦闘能力を奪うことができた。これは現代のHESH（HEP）弾と同じような効果である。そのため、自走榴弾砲が対戦車兵力の一翼を担うことは少なくなかった。通常は間接砲撃任務ながらも、不意の対戦車戦闘に備え、HEAT弾を搭載していた物もあった。また、特にソ連軍の場合、重砲であっても直接照準器が備えられていた。

### 対戦車車両との違い
対戦車車両と駆逐戦車の両者はしばしば混同されるが、対戦車車両は戦車に対抗するための車両全般を表す言葉であるのに対して、駆逐戦車は一般に、固定式戦闘室に対戦車砲を装備した重装甲の対戦車自走砲を表す。そのため、軽装甲あるいは非装甲の対戦車ミサイル車両などは駆逐戦車に分類されることはない。ただし例外として、RJPz.2やヤグアルなど、駆逐戦車のミサイル搭載型として開発・改装されたミサイル式対戦車車両の一部が駆逐戦車に分類された例がある。

### 対戦車自走砲との違い
駆逐戦車は、対戦車自走砲の一種に含めることもできるが、一般的な対戦車自走砲と駆逐戦車の顕著な違いは防御力にある。通常の対戦車自走砲は多くは開放天蓋式の戦闘室で軽装甲であり、きわめて限定的な防御力しか持たない。対して駆逐戦車は重装甲を施され、敵戦車の砲撃にも対抗可能な防御力を有しているのが違いである。

### 突撃砲との違い
砲兵科に類似した形態を有する車両があるが、これは突撃砲と呼ばれるものである。これは歩兵に対する火力支援を本来の任務とした車両であったが、第二次世界大戦の始まる前に対戦車威力を強化した長砲身砲搭載の計画が立ち上がっていたことからもわかるように、開発当初から任務の一つに対戦車戦闘が付与されており、駆逐戦車との差は明確ではない。
駆逐戦車と突撃砲の区別については多分に兵科間の縄張り争いの一面を持ち、実態としては両者の相違は曖昧なものであった。事実、エレファントやヤークトパンターなどの重駆逐戦車は、当初は重突撃砲に分類されていた。もっとも突撃砲の照準器は野戦砲に準じた物であり、駆逐戦車の照準器は戦車用の移動目標に対する狙いが付けやすい物を装備している。ドイツ軍は慢性的な戦車不足だったため、しばしば駆逐戦車・突撃砲とも戦車の代用として部隊に配属された。

### 砲戦車との違い
砲戦車は日本陸軍独自の兵器区分であり、本来は主力戦車（中戦車）の搭載砲よりも大きな主砲を搭載する、支援型の中戦車を表していた。しかし、独ソ戦の様相から対戦車火力の増大と迅速な戦力化が急務になったため、ドイツの駆逐戦車のような無砲塔構造が採用されたことから、駆逐戦車の一種ととらえられることもある。砲戦車が駆逐戦車と異なる点は、可能な限り旋回砲塔式を採用することを理想とし、駆逐戦車や突撃砲のように低姿勢であることはそれほど重視されていなかったことである。中戦車と同じ車体を使用し、かつ中戦車よりも大きな火砲を搭載しなければならなかった都合から、やむを得ず無砲塔構造を採用することが許されていた。ただし、移動目標や対戦車砲との遭遇戦を考慮して、できる限り水平射界を広くとれることが求められていた。

## 第二次世界大戦期の駆逐戦車

### ドイツ

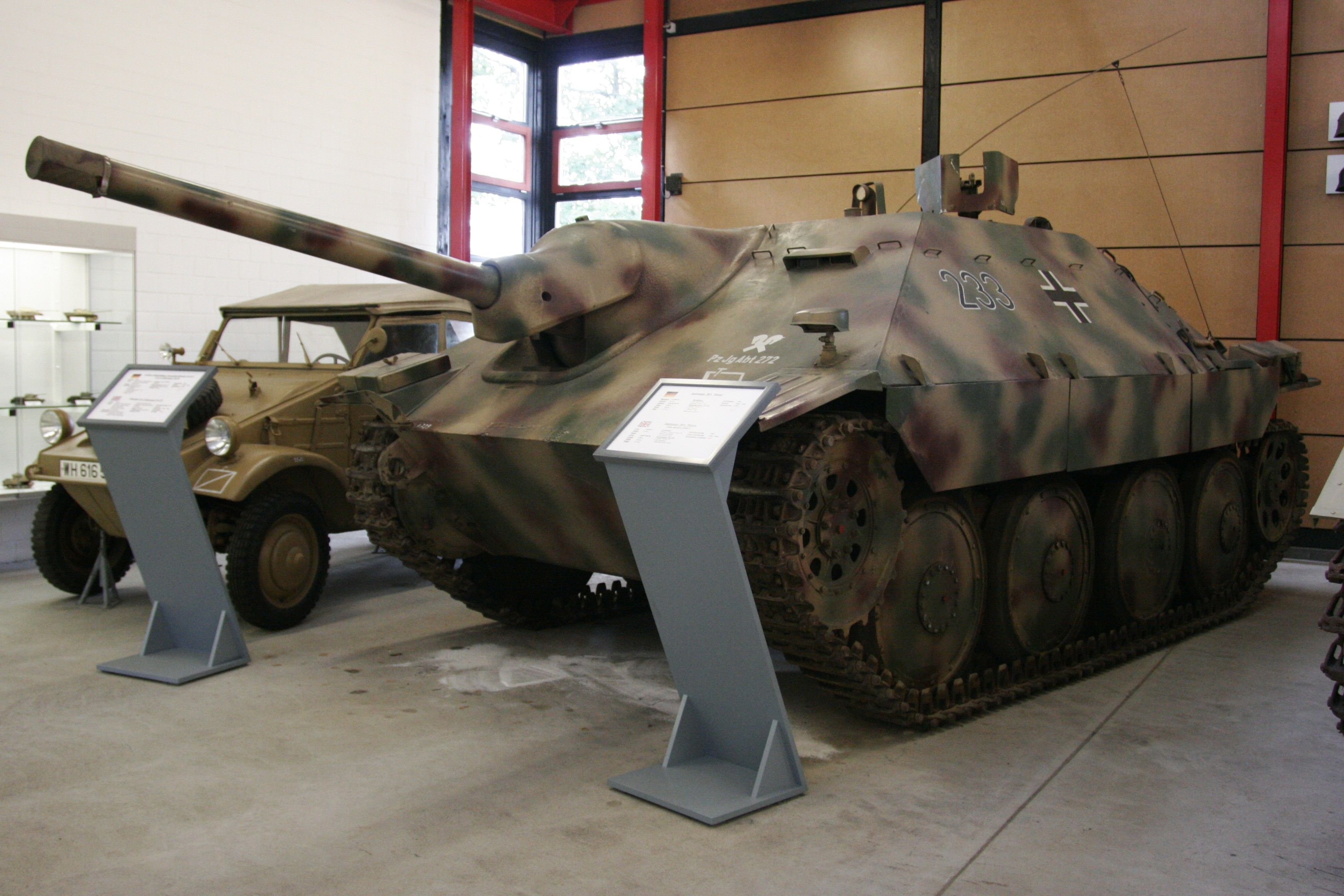
軽駆逐戦車ヘッツァー

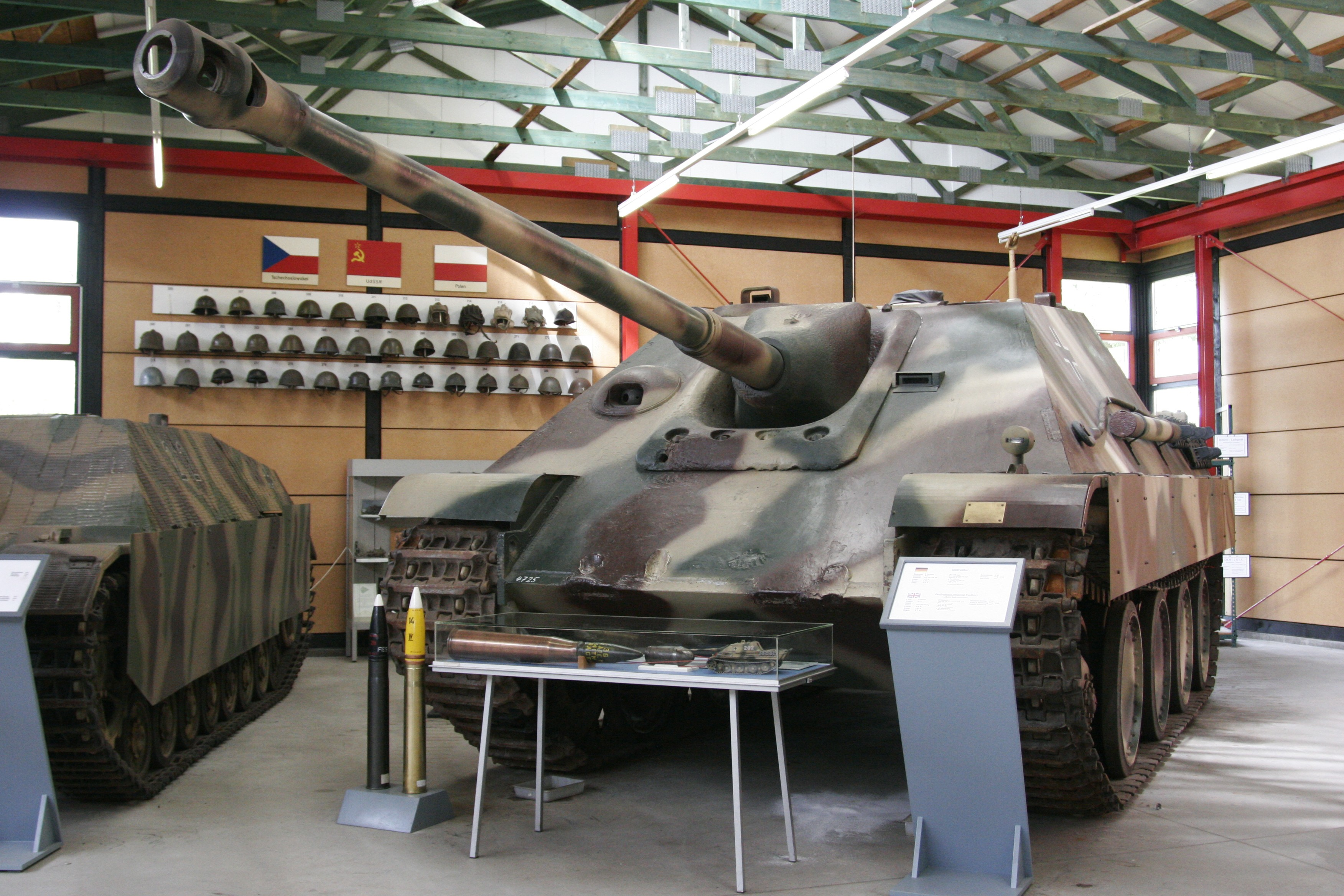
ヤークトパンター

ドイツでは第一次世界大戦における苦い経験から早くから対戦車部隊の必要性が論じられていた。1935年にヴェルサイユ条約軍備制限条項を廃棄した後、Panzerjägertruppe（戦車猟兵科）を独立兵科として設け、対戦車砲部隊（Panzerabwehrkanonen-Einheiten）、戦車猟兵部隊（Panzerjäger-Einheiten）、戦車駆逐部隊（Panzerzerstörer-Einheiten）とその名称は変遷した。戦車猟兵部隊の戦闘車両は逐語訳で「戦車を狩する車輌」を意味する Panzerjäger、あるいは後に Jagdpanzer と呼ばれるようになった。
- IV号駆逐戦車
- ヤークトパンター
- 軽駆逐戦車ヘッツァー
- エレファント/フェルディナント重駆逐戦車
- ヤークトティーガー
- E-10 (戦車)
- E-25 (戦車)

### ソビエト連邦

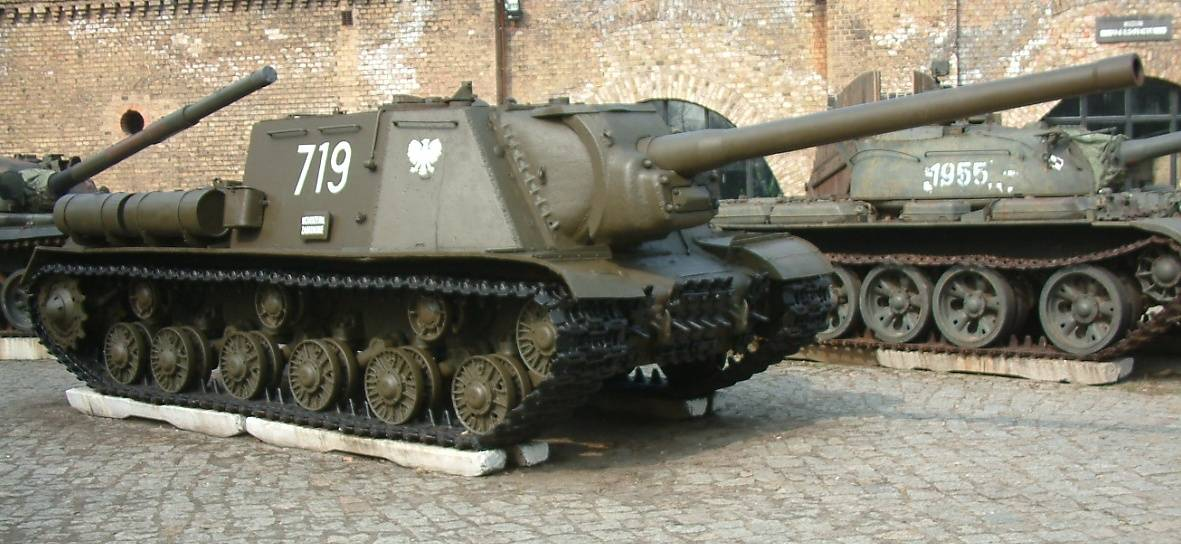
ISU-122

ソ連赤軍においては駆逐戦車や突撃砲に相当する分類はなく、"旋回する砲塔を持たない戦闘車輌"は、主任務が対戦車戦闘であれ、歩兵近接支援であれ単に"SU"（自走砲を意味する略語）と呼ばれ、自走砲部隊に配属された。
ソ連軍のSUはドイツ軍の突撃砲に影響を受けた、重防御で最前線に火砲を持ち込むことを目的とした車両群があり、以下のような車両が対戦車砲を搭載して、駆逐戦車的に運用された。
- SU-85
- SU-100

ソ連軍は歩兵支援に大口径砲を使うことが多く、ドイツ軍の突撃砲の用法を真似つつ、突撃砲よりも大口径の砲を搭載した以下のような車両を作り出し、その大口径の威力で、対戦車戦闘でも活躍することがあった。
- SU-122
- SU-152
- ISU-122
- ISU-152

### アメリカ

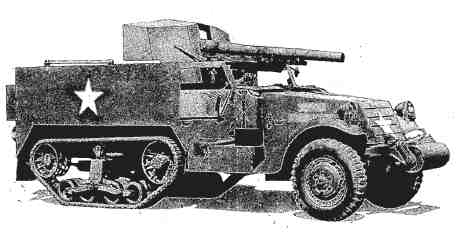
M3 GMC

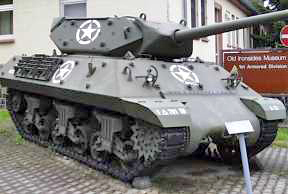
M10 GMC。この角度ではわからないが、戦車と違って砲塔には屋根がない

アメリカ軍は、戦前に行われた演習によって「敵戦車集団の攻撃を司令部直轄の対戦車部隊による機動的な側面攻撃によって阻止する」という騎兵隊の流れを汲むドクトリンを採用し、専門の独立部隊として戦車駆逐大隊（Tank Destroyer Battalion）を編成した。同隊に配備された車両はGMC（Gun Motor Carriage）と呼ばれ、直訳では「エンジンつき砲運搬車」である。文字どおり砲を車両に搭載したもので、一種の自走砲であった。
砲搭載自動貨車・砲搭載半装軌車・砲塔を装備し戦車型の車体を使用する全装軌車・砲室と装甲を有する全装軌車（この型は外見から「駆逐戦車」と呼ばれることが多い。戦車と異なり、砲塔には天蓋部分がなかった）がここに含まれる。
ドクトリンに従えば戦車駆逐大隊は戦略予備兵力として戦線後方で待機し、敵機甲集団の出現に応じて前線に急行することとなっていた。機甲部隊の高度な運動に追随し、待ち伏せに適した地形に占位するためにも戦車駆逐車の設計においては機動力が優先されており、また、待ち伏せにおける観測や操砲などの点で有利となるように上部が開放されていた。火力について1944年末に90mm砲を装備したM36 GMCが前線に到着し、ドイツ軍の装甲車両のうち特に重装甲の車両についても一応は対応可能になった。
しかし結局、戦車と大差ない装軌車両に戦車と大差ない砲を装備した戦車駆逐車は、機動力・火力・射程のすべてにおいて、ドクトリンが必要としていた敵戦車に対する圧倒的優位を得られなかった。
実戦において戦車駆逐大隊は当初のドクトリンと異なった配備・運用がなされるようになり、戦車駆逐車部隊を戦車師団に分散配置することがなかば正規の編成となった。また、歩兵支援部隊として通常の戦車同様に最前線に出ることを命じられるようにもなり、このような運用下においては機動性重視で防御力が不足していた戦車駆逐車の特徴はマイナスに働いた。
戦争末期には高い対戦車能力を持つ戦車が出現したことで専門の対戦車部隊を持つ意義は薄れつつあり、戦後の急速な軍の規模縮小もあって戦車駆逐大隊は短期間で姿を消すこととなった。そして同時に戦車駆逐車の系譜も途絶えることとなった。
今日、戦車駆逐車のドクトリンは、戦車より圧倒的に優速・高機動で、戦車砲を越える長射程の対戦車ミサイルを装備し、そして軽装甲車両に準じる防御を施した攻撃ヘリコプターに引き継がれている。
以下にアメリカ軍が運用した戦車駆逐車を挙げる。
- M3 GMC
- M6 GMC
- M10 GMC
- M18 GMC
- M36 GMC
- T95駆逐戦車

### イギリス

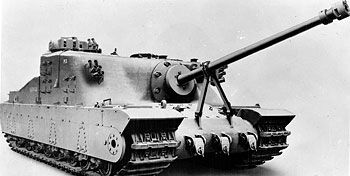
トータス重突撃戦車

イギリス軍において当項目で解説している“駆逐戦車(Tank destroyer)”の範疇に入る車輌には「戦車(Tank)」「自走砲架(SPM. Self-Propelled Mount)」「砲運搬車(Gun Carrier)」「重突撃戦車(heavy assault tank)」「（戦車の）重対戦車砲型(**-Heavy Anti-tank)」といった多種の名称が与えられており、公式に"Tank destroyer"とされていたものは、後述のチャリオティアが短い期間そのように呼称されていたのみである。
イギリス軍では対戦車砲は砲兵部隊の管轄であって機甲部隊の管轄ではなかったため、対戦車戦闘はまずは砲兵科に所属する対戦車部隊によって牽引式の火砲、もしくは4輪のトラックに火砲を搭載した急造の自走砲で行われたが、迅速な展開ができないことや防御力に劣るといった点が問題となり、本格的な自走対戦車砲の開発が急務となった。まず開発されたものとして、チャーチル歩兵戦車の車体に箱型の戦闘室を設けて3インチ高射砲を搭載したチャーチル 3インチ ガンキャリアがあるが、これは実戦では用いられなかった。
イギリスにはアメリカより対戦車車輌としてM10 戦車駆逐車が供与されたが、国産品としてドイツ戦車に十分に対抗可能なオードナンス QF 17ポンド砲が開発されると、この砲は長大で大重量であったこともあり、これを搭載した自走砲の開発が急ピッチで進められた。一連の17ポンド砲搭載対戦車自走砲のうち“駆逐戦車”に分類できるものは、アキリーズ（M10戦車駆逐車の長砲身3インチ砲を17ポンド砲に換装）、アヴェンジャー（後述のチャレンジャー巡航戦車に17ポンド砲装備のオープントップ式の砲塔を搭載）がある。
こういった砲兵部隊管轄の“自走砲”とは異なり、機甲部隊の装備する“戦車”として、密閉式の回転砲塔に17ポンド砲を搭載した車輌もあり、チャレンジャー巡航戦車（クロムウェル巡航戦車を拡大した車体に17ポンド砲装備の大型砲塔を搭載）、シャーマン ファイアフライ（供与されたM4シャーマン戦車の75mm砲塔型に17ポンド砲を搭載）がある。ファイヤフライはイギリス軍の装備した17ポンド砲搭載車輌では最も多く製造／配備され、イギリス軍の主力駆逐戦車であった。
これらの他、重武装、重装甲を追求した固定戦闘室式のトータス重突撃戦車といった車両も開発され、第二次世界大戦後においても余剰のクロムウェル巡航戦車の車体に20ポンド砲装備の新型砲塔を搭載したFV4101 チャリオティアが開発され、イギリス国防義勇軍の他にも輸出されていくつかの国で用いられた。
- A22D チャーチルMk.I 3インチ砲運搬車 (Gun Carrier, 3-inch, Mk I, Churchill(A22D)
- 3インチ自走砲架 M10 (3in SPM M10）
  - 17ポンド自走砲 M10C アキリーズ (17pdr SP M10C Achilles）
- A30巡航戦車 Mk.VIII チャレンジャー (Tank, Cruiser, Mk.VIII, Challenger(A30)）
  - 17ポンド自走砲型A30 アヴェンジャー (SP 17pdr, A30(Avenger)
- シャーマン IC/VC “ファイヤフライ” (Sherman IC/VC "Firefly")
- A39 重突撃戦車 トータス (Tank, Heavy Assault, Tortoise (A39）
- FV4101 クロムウェル重対戦車砲（チャリオティア） (Fighting Vehicle 4101 Cromwell Heavy Anti-tank gun(Charioteer)

※チャリオティア駆逐戦車（Charioteer tank destroyer）もしくは中型戦車チャリオティア（Tank Medium, Charioteer）とも呼ばれる

### 日本
旧日本陸軍においては、1939年（昭和14年）頃より対戦車自走砲の構想をしており、最初の案は九七式中戦車程度の車体に九五式野砲を搭載した車両を挙げられた。この案は1940年（昭和15年）には、九七式中戦車の車体に固定砲塔式に九〇式野砲を搭載した案に発展し、その性能所元はのちの三式砲戦車に類似している。さらに、1941（昭和16年）ごろには一式砲戦車（二式砲戦車）や一式七糎半自走砲の砲身を長砲身57㎜砲に換装した2種の駆逐戦車が計画され、特に後者は五式中戦車の原型案であった新中戦車（乙）に発展したといわれる。その後、駆逐戦車の任務は昭和18年6月に設計変更された新中戦車乙や新たに計画された試製新砲戦車（甲）に受け継がれたといわれる。
これらの駆逐戦車案の他に、五式軽戦車 ケホの車体上に九九式七糎半戦車砲を限定旋回方式に搭載した駆逐戦車(甲)、同車の車体に墳進爆雷を搭載した（乙）が計画されていたが研究は1944年に中止になった。
日本軍が開発、または計画していた駆逐戦車は最終的に実戦に投入されるはなく、自走式野砲から対戦車自走砲に転用にされた一式七糎半自走砲や、即席の対戦車自走砲である四式十五糎自走砲や貨車山砲といった少数の自走砲が実戦に投入された程度にとどまる。
- 三式砲戦車
- 試製五式砲戦車(正式名称は試製新砲戦車（甲）である)
- ジロ車

### イタリア
- セモヴェンテ da 75/46

### ルーマニア

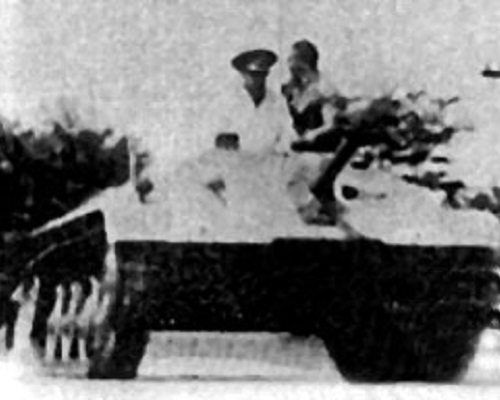
マレシャル駆逐戦車

- マレシャル駆逐戦車
- TACAM R-2
- TACAM T-60

## 第二次世界大戦後の駆逐戦車
1950年代の終わりから1960年代初頭にかけて対戦車ミサイルが開発され、軽快な装甲車や偵察車にも搭載され始めると、明確な兵器区分としての駆逐戦車は消えていった。第二次世界大戦においては、アメリカ軍の駆逐戦車が一撃離脱を狙ったのに対し、ドイツ軍やソビエト軍の駆逐戦車はそこそこの装甲を持ち、待ち伏せ攻撃を行う設計になっていた。戦後、前者の発展系として最初に登場したのは無反動砲や有線誘導の対戦車ミサイルであった。
しかしこれらは装甲防御力を欠いたため、装甲車に対戦車ミサイルを搭載した自走対戦車ミサイルが開発された。また、対戦車ヘリコプター、多連装ロケットシステムなども登場した。
一方、後者の系統は充分な能力を持つ主力戦車が充分な数揃えられたことや、歩兵でも扱える携行型対戦車ミサイルの発達・普及により、存在価値を失ってしまった。とりわけ空対地ミサイルの信頼性が向上すると、地上部隊による対戦車攻撃の意義は薄らいだ。しかし高価な航空兵器に頼れない状況やロシアなど独自の軍事構想を持つ国では、依然として駆逐戦車に類する車両が有用な場合もある。

### アメリカ
アメリカは、戦後も戦車駆逐車の伝統を受け継ぐ軽量の対戦車車両を作り続け、空挺部隊用の自走砲 M56スコーピオンや海兵隊のM50オントス自走無反動砲などをベトナム戦争などに投入した。

それらが旧式化すると、M113装甲兵員輸送車にBGM-71 TOW対戦車ミサイルを搭載したM901 ITVが対戦車自走砲の役割を担うようになった。

### インド

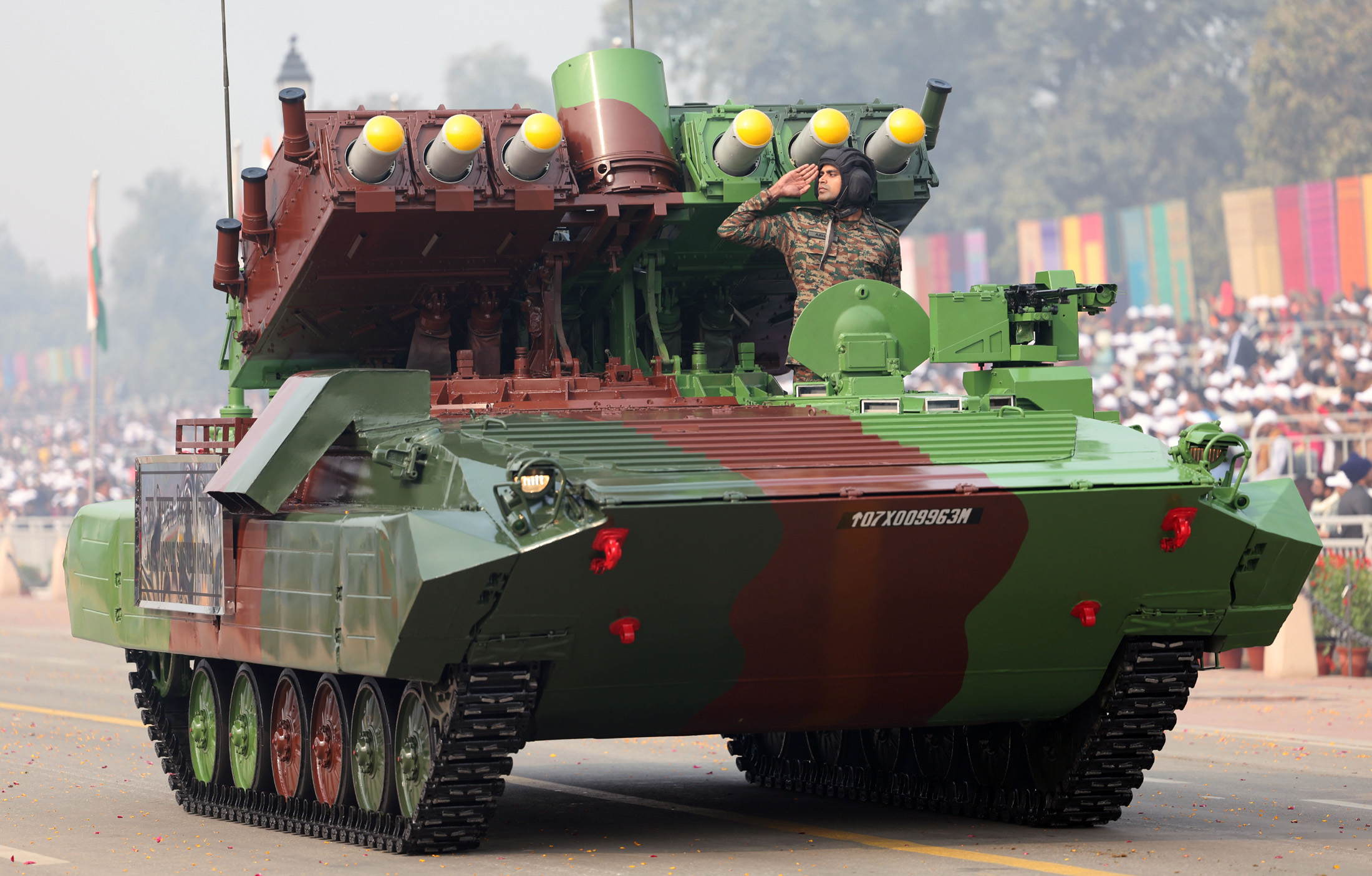
NAMICA

2023年1月26日にインド共和国記念日を記念して行われた軍事パレードでは、NAMISまたはNAMICA（NAGミサイルシステム）と呼ばれる新しい対戦車装甲車が披露された。これはBMP-2の車台をベースにしており、NAG対戦車誘導ミサイル6発を備えた兵器ステーションを装備する。

### ソビエト連邦
ソビエト連邦軍は、ドイツ同様、当初は第二次世界大戦型の駆逐戦車をいくつか試作、T-54戦車をベースとしたSU-122-54 自走砲を1954年から比較的少数生産した他、空挺部隊用に軽量のASU-57、ASU-85空挺自走砲を量産し配備した。しかし次第に自走対戦車ミサイルや自走ロケット砲などへ切り替えられていった。
MT-LB(9P149)、BRDM-2(9P148)などの軽装甲車輌のミサイル搭載型が主体となっている。

### 日本

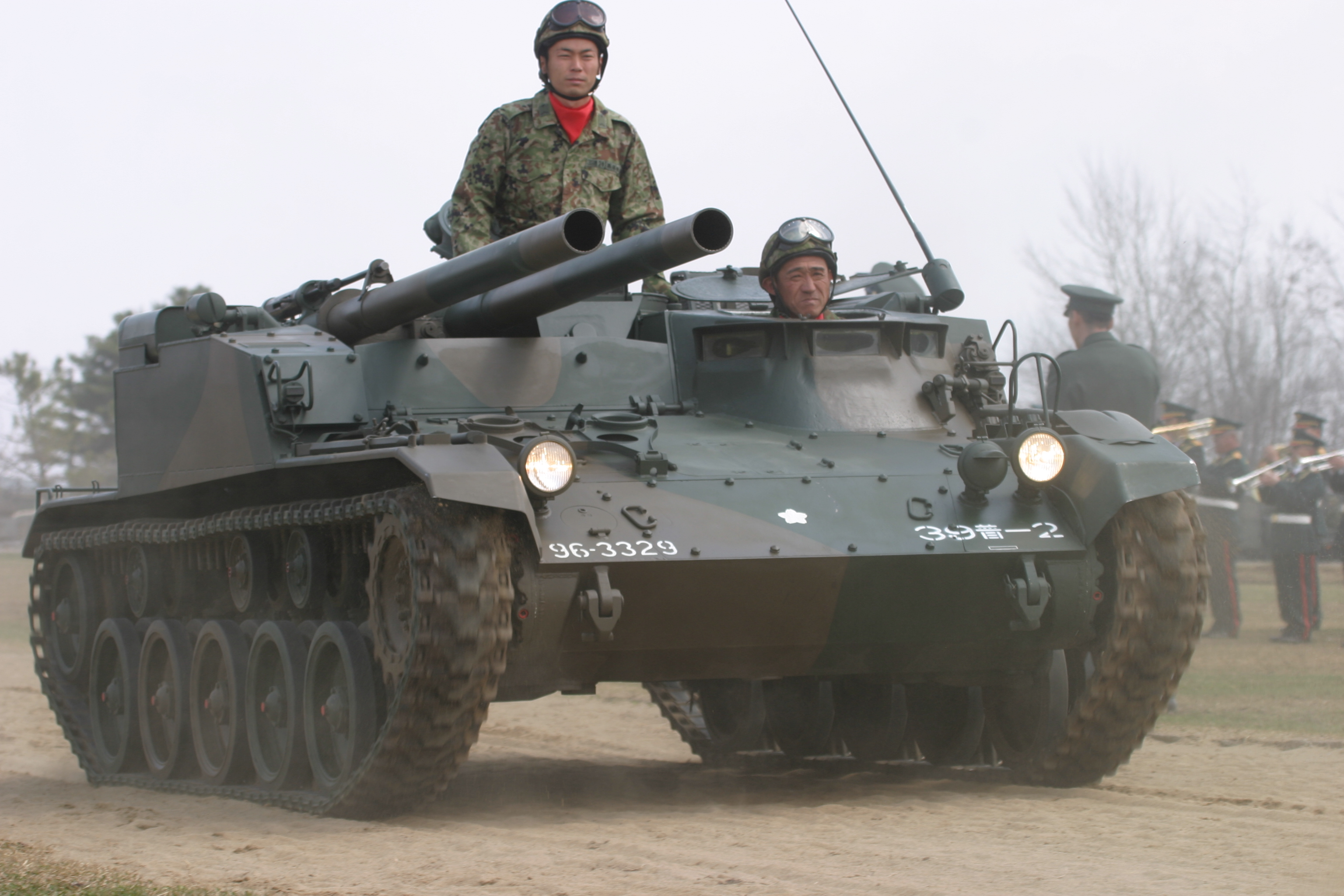
60式自走106mm無反動砲

陸上自衛隊は、近接対戦車戦闘を想定し、106ミリ無反動砲を2門搭載した60式自走106mm無反動砲を開発したが、主力戦車の発達とともに重要性も低下していった。
現在では対戦車ミサイルの96式多目的誘導弾システムなどが対戦車戦闘の主役になっている。

### セルビア

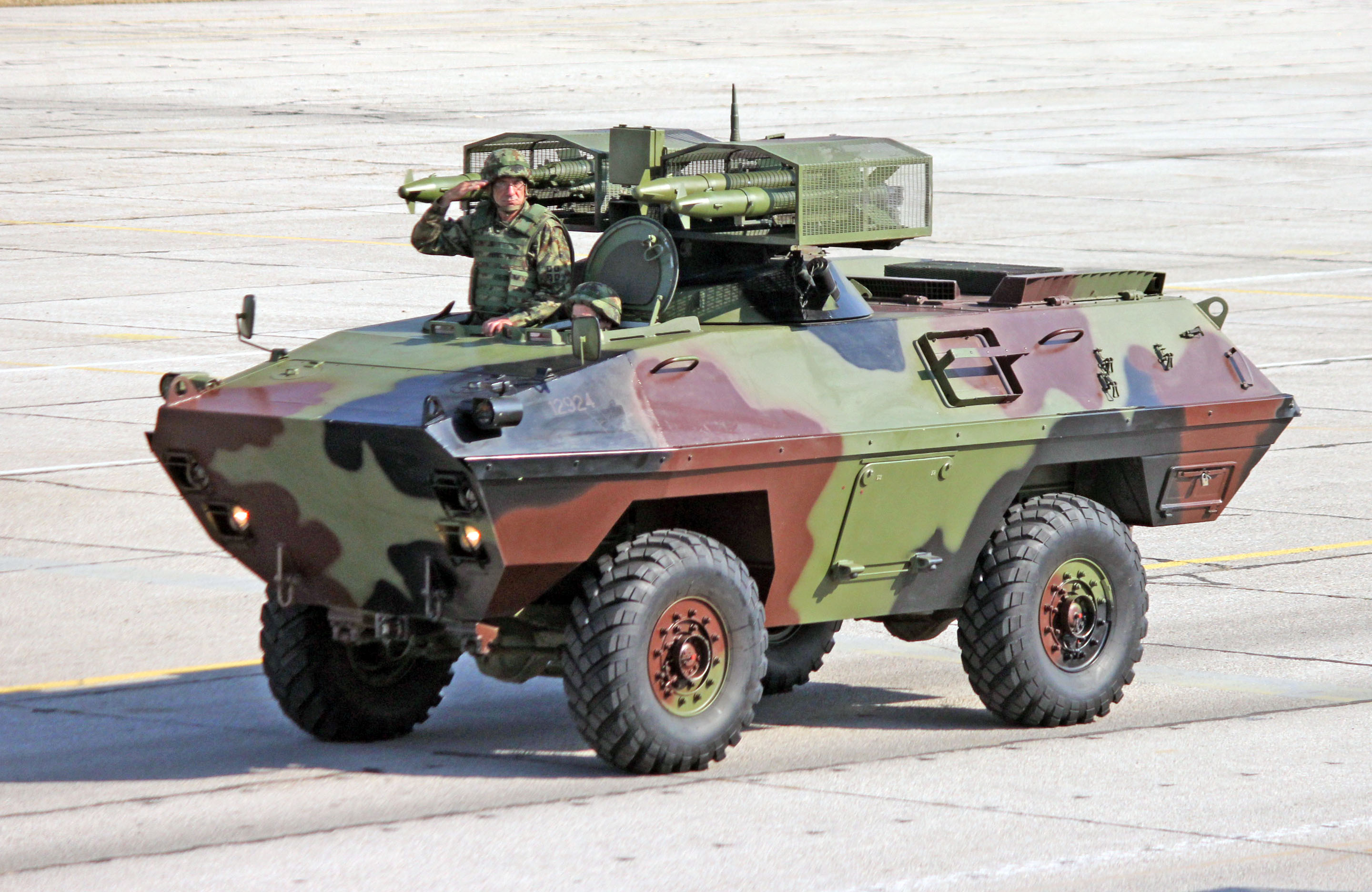
BOV-1

POLO M-83（BOV-1）戦闘装甲車両は、装甲車両やその他の地上戦闘装備、および敵の兵士を撃破することを目的としている。
機械化歩兵のM80IFVは対戦車ミサイルを2基を搭載しており、この戦闘車両は砲塔にミサイルを6連装装備している。
旧ソ連で取得したライセンスによると、ヴァリェヴォの「クルシク」工場では、手動誘導式と半自動誘導式の2つの基本型でマリュートカ対戦車ミサイル弾を生産搭載している。